# Навилль, Эдуар
Эдуар Навилль (фр. Édouard Naville; 14 июня 1844, Женева — 17 октября 1926, Маланье, Жанто, Швейцария) — швейцарский египтолог, археолог, научный писатель.
В 1861 году поступил изучать классическую филологию и естественные науки в Женевский университет, в сентябре 1862 года отправился в Лондон, где с разрешения отца (первоначально желавшего, чтобы сын изучал право) занялся древней историей. В ноябре-декабре 1864 года посетил Рим, после поступил в Боннский университет, бывший тогда центром классической филологии, где начал интересоваться в первую очередь египтологией; в ноябре 1866 года сдал экзамены в Париже, которые позволили ему продолжить египтологическое обучение в городском университете. Осенью 1867 года находился в Берлине, где познакомился в том числе с Теодором Моммзеном, завершив там своё обучение под руководством Карла Рихарда Лепсиуса (после смерти последнего в 1884 году находился в конфликте с берлинской египтологической школой).
В свою первую поездку в Египет отправился в ноябре 1868 года; добрался до второго порога Нила и возвратился в Европу в апреле 1869 года, привезя с собой большое количество фотографий, рисунков и артефактов. В том же 1869 году совершил путешествие в Египет — в связи с открытием Суэцкого канала, — результатом которого стала вышедшая в 1870 году работа «Textes relatifs au mythe d’Horus», благодаря которой Навилль получил общеевропейскую известность. Во время Франко-прусской войны был призван в звании капитана на службу в швейцарскую армию. По поручению конгресса ориенталистов в Лондоне (1874) он выпустил критическое издание «Книги мёртвых» («Das Aegyptische Todtenbuch der XVII—XX Dynastie», Берлин, 1886). С 1882 года проводил большую часть зим в Египте, производя раскопки по поручению «Egypt Exploration Fund»; с того же года сотрудничал с Жюлем Николем в области сбора коллекции египетских папирусов эллинистического периода. В 1893 году активно работал в области Верхнего Египта, затем до 1896 года изучал гробницу Хатшепсут в Дейр-эль-Бахри. В 1903—1906 годах изучал гробницу Ментухотепа II.
С 1891 года преподавал египтологию на факультете искусств Женевского университета, с 1912 года был профессором археологии на им же основанном факультете. Состоял иностранным членом Академии надписей и изящной словесности во Франции, в июне 1901 года стал почётным доктором Университета Глазго. С 1898 по 1922 год был членом Международного комитета Красного креста, в 1916—1920 годах его вице-президентом. Во время Первой мировой войны состоял в комитете по делам обмена военнопленными, инспектировал лагеря военнопленных в Великобритании. После смерти Навилля собранные им папирусы были пожертвованы в несколько библиотек.

## Работы
Результатами его полевых исследований стали работы:
- «The story city of Pithom and the Exodus» (1887)
- «Goshen and the Shrine of Saft et Henneh» (1888)
- «Tell el Jahoudich» (1890)
- The City of Onias» (1890)
- «Bubastis» (1887—1891)
- «The festival hall of Osorkon II» (1982)
- «Ahnasel-Medineh and tomb of Paheri» (1891)
- «The Seasons Work at Ahnae and Beni-Hassan» (1891)

Ему также принадлежат труды:
- «La litanie du Soleil» (1875)
- «L’inscription historique du Grand pretre Pinodjem III» (1883)
- «La destruction der hommes par les dieux» (1875 и 1885).

Методы работы Навилля подвергались критике за пренебрежительное отношение к «мелким предметам» при раскопках.